# Scotorepens sanborni
Scotorepens sanborni је врста слепог миша из породице вечерњака (лат. Vespertilionidae).

## Распрострањење
Врста има станиште у Аустралији, Индонезији и Папуи Новој Гвинеји.

## Станиште
Врста Scotorepens sanborni има станиште на копну.
Врста је по висини распрострањена од нивоа мора до 2.200 метара надморске висине. 

## Угроженост
Ова врста није угрожена, и наведена је као најмање угрожена јер има широко распрострањење.

### Популациони тренд
Популациони тренд је за ову врсту непознат.